# Dolichomitus pygmaeus
Dolichomitus pygmaeus är en stekelart som först beskrevs av Walsh 1873.  Dolichomitus pygmaeus ingår i släktet Dolichomitus och familjen brokparasitsteklar. Inga underarter finns listade i Catalogue of Life.